# Jorge Burruchaga
Jorge Luis Burruchaga (Gualeguay, 9 ottobre 1962) è un allenatore di calcio, dirigente sportivo ed ex calciatore argentino, Campione del Mondo con la Nazionale argentina nel 1986, torneo in cui segnò il gol decisivo nella finale.
Attivo da giocatore sia come centrocampista sia come attaccante. Attualmente direttore sportivo dell’Independiente.

## Carriera

### Giocatore

#### Club
Soprannominato Burru, iniziò la sua carriera nelle giovanili dell'Arsenal de Sarandí e del River Plate, per poi passare all'Independiente Avellaneda dove giocò il suo primo match da professionista il 12 febbraio 1982. Segnò il suo primo gol con l'Independiente il 27 febbraio, contro l'Unión San Vicente.
Insieme ad altri campioni quali Ricardo Bochini ed Enzo Trossero, si afferma come autentico pilastro della squadra. Con l'Independiente ha vinto una Primera División Argentina nel 1983, una Copa Libertadores (capocannoniere con 6 gol) e una Coppa intercontinentale nel 1984.
Nel 1985 si trasferisce al Nantes, dove a fine stagione viene eletto miglior giocatore del campionato francese. Nel 1992 Burru si è trasferito al Valenciennes, ma nel 1993 è stato sospeso per due anni dal calcio francese, essendo coinvolto nello scandalo conosciuto come Affaire VA-OM.
Ritornato in Argentina, nell'Independiente, giocò qui fino al 1998, quando si ritirò.

#### Nazionale
Ha fatto parte, con il n°7, della squadra che ha vinto il Campionato mondiale di calcio 1986, segnando due gol, tra cui la rete che ha consentito la vittoria per 3-2 dell'Argentina contro la Germania Ovest in finale, all'84º minuto.
Da allora frequenti infortuni alle ginocchia ne limitano il rendimento, anche se mantiene il posto in nazionale: Burruchaga ha anche partecipato come titolare a tutte le partite dell'Argentina al Campionato mondiale di calcio 1990, segnando un gol nella seconda partita della fase a gironi contro l'Unione Sovietica.

### Allenatore
Il 4 novembre 2001 diventa allenatore dell'Arsenal de Sarandí. Portando subito la squadra in Primera División. Decide di non rinnovare e il 7 luglio a campionato terminato lascia il club. L'8 agosto è passato alla guida dell'Estudiantes. Il 18 maggio 2006 viene esonerato e sostituito da Diego Simeone. Dopo quattro giorni viene nominato tecnico dell'Independiente. 15 aprile 2007 dopo la sconfitta interna contro il Godoy Cruz si dimette.
Il 20 maggio 2008 trova l'intesa per allenare il prossimo campionato il Banfield. Il 23 marzo 2009 si dimette dalla guida. Il 5 maggio viene nominato allenatore dell'Arsenal de Sarandì. Il 1º maggio 2010 decide di dimettersi, venendo rimpiazza con l'esordiente David Ruiz.
Il 2 luglio 2011 viene nominato allenatore della squadra paraguaiana del Club Libertad, con lui arriva anche il preparatore atletico Eduardo Urtasún.
Il 4 dicembre 2012 diventa allenatore dell'Atlético de Rafaela, sostituendo il dimissionario Ruben Darío Forestello. Il 26 maggio 2014 dopo aver ottenuto la salvezza si dimette dall'incarico.
Il 7 dicembre 2015 ritorna alla guida dell'Atlético de Rafaela, ma il 25 marzo 2016 viene sollevato dall'incarico.

## Palmarès

### Giocatore

#### Club

##### Competizioni nazionali
- Campionato argentino: 1

Independiente: Metropolitano 1983

##### Competizioni internazionali
- Coppa Libertadores: 1

Independiente: 1984
- Coppa Intercontinentale: 1

Independiente: 1984
- Recopa Sudamericana: 1

Independiente: 1995
- Supercoppa Sudamericana: 1

Independiente: 1995

#### Nazionale
- Campionato mondiale: 1

Messico 1986